# Evolução territorial do Império Otomano

Ascensão do Império Otomano

Este artigo analisa a evolução territorial do Império Otomano desde sua ascensão em 1300 até à sua queda em 1923.

## Ascensão e Queda do Império Otomano

### 1300

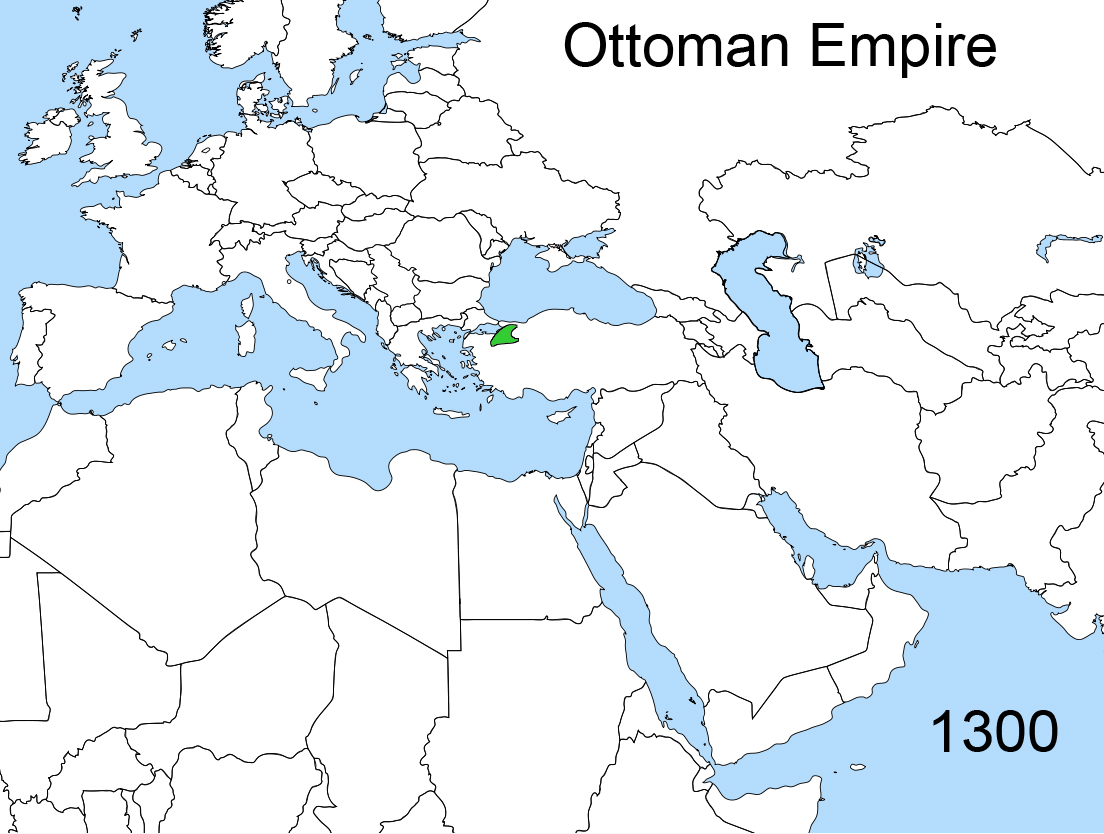
Mudanças territoriais do Império Otomano em 1300

As origens dos otomanos podem ser rastreadas ao final do século XI, quando alguns pequenos emirados muçulmanos de origem turca e natureza nômade chamados beilhiques, começaram a ser fundados em diferentes partes da Anatólia. Sua principal função era defender as zonas fronteiriças dos turcos seljúcidas com o Império Bizantino - o papel foi reforçado pela migração de muitos turcos na Ásia Menor. No entanto, em 1073 e na sequência da vitória do Sultanato Seljúcida de Rum sobre os bizantinos na Batalha de Manzicerta, os beilhiques procuraram uma oportunidade para substituir a autoridade seljúcida e declarar abertamente a sua própria soberania.
Enquanto o Império Bizantino iria continuar por aproximadamente mais quatro séculos, e a conclusão das Cruzadas seria a questão há algum tempo, a vitória em Manzicerta sinalizou o início de ascendência turca na Anatólia. O enfraquecimento posterior do Império Bizantino e a rivalidade política entre o Sultanato de Rum e o Califado Fatímida do Egito e do Sul da Síria foram os principais fatores que ajudaram os beilhiques a tirar proveito da situação e unir os seus principados.
Entre os principados, foi de uma tribo chamada Sogut, fundada e dirigida por Ertogrul, que se estabeleceu no vale do rio de Sakarya. Quando Ertogrul morreu em 1281, seu filho Osmã se tornou seu sucessor. Pouco tempo depois, Osmã declarou-se um sultão e estabeleceu a dinastia otomana, tornando-se o primeiro sultão do Império Otomano em 1299.

### 1359
Murade I foi governante do Império Otomano, o sultão de Rum entre 1359-1389. Era filho de Orcano I, se tornou o governante após a morte de seu pai em 1359. Murade foi o sultão que fez do Império Otomano um império de fato, bi-continental, e reduziu o outrora Império Romano do Oriente a protetorado tributário dos turcos.

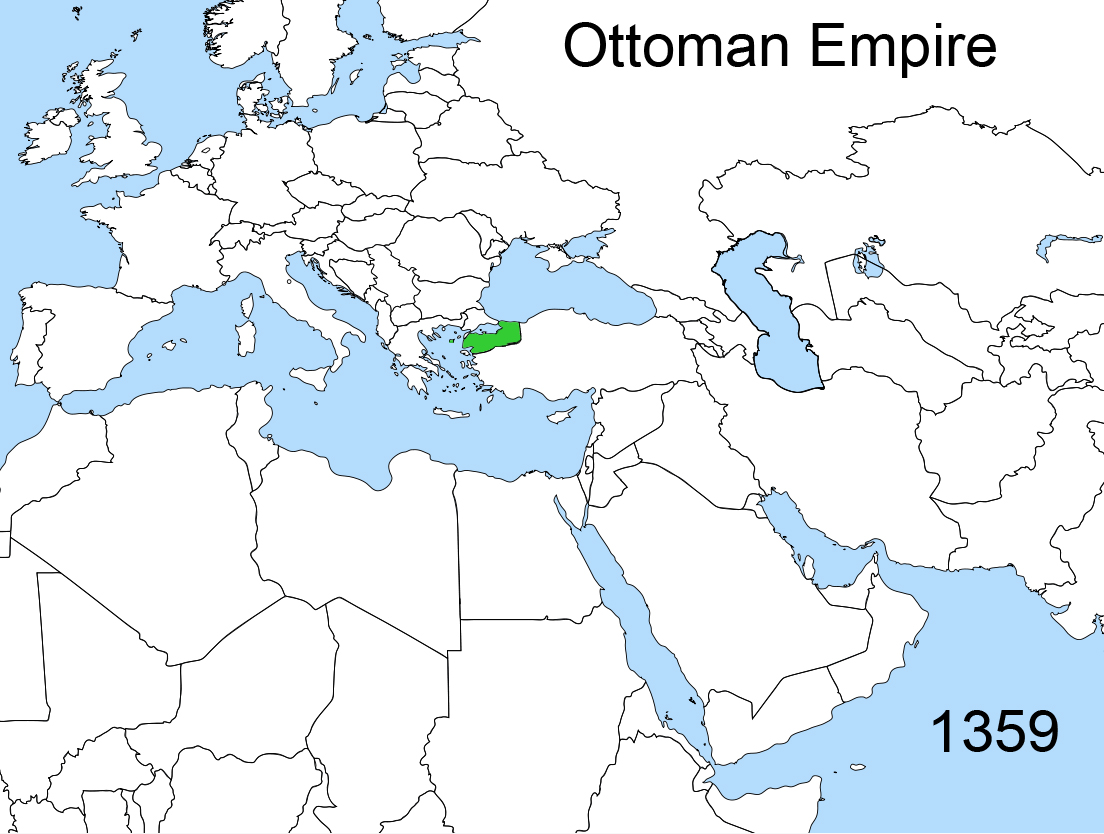
Mudanças territoriais do Império Otomano em 1359

Entre 1344 e 1396, a Bulgária foi conquistada.

### 1451
Maomé II, o Conquistador foi sultão do Império Otomano (até a conquista por Rum) por um curto período de 1444 a setembro de 1446 e, depois de fevereiro de 1451 a 1481. Na idade de 21 anos, ele conquistou Constantinopla, pondo fim ao império Bizantino. A invasão de Constantinopla e campanhas bem sucedidas contra pequenas monarquias nos Balcãs, Crimeia, e territórios turcos na Anatólia conferiram-lhe respeito por parte das outras potências, passando o estado de Otomano a ser reconhecido como um império pela primeira vez. O avanço de Mehmed em direção a Europa Central terminou com o mal sucedido Cerco de Nándorfehérvár (atual Belgrado) em 1456.

### 1481

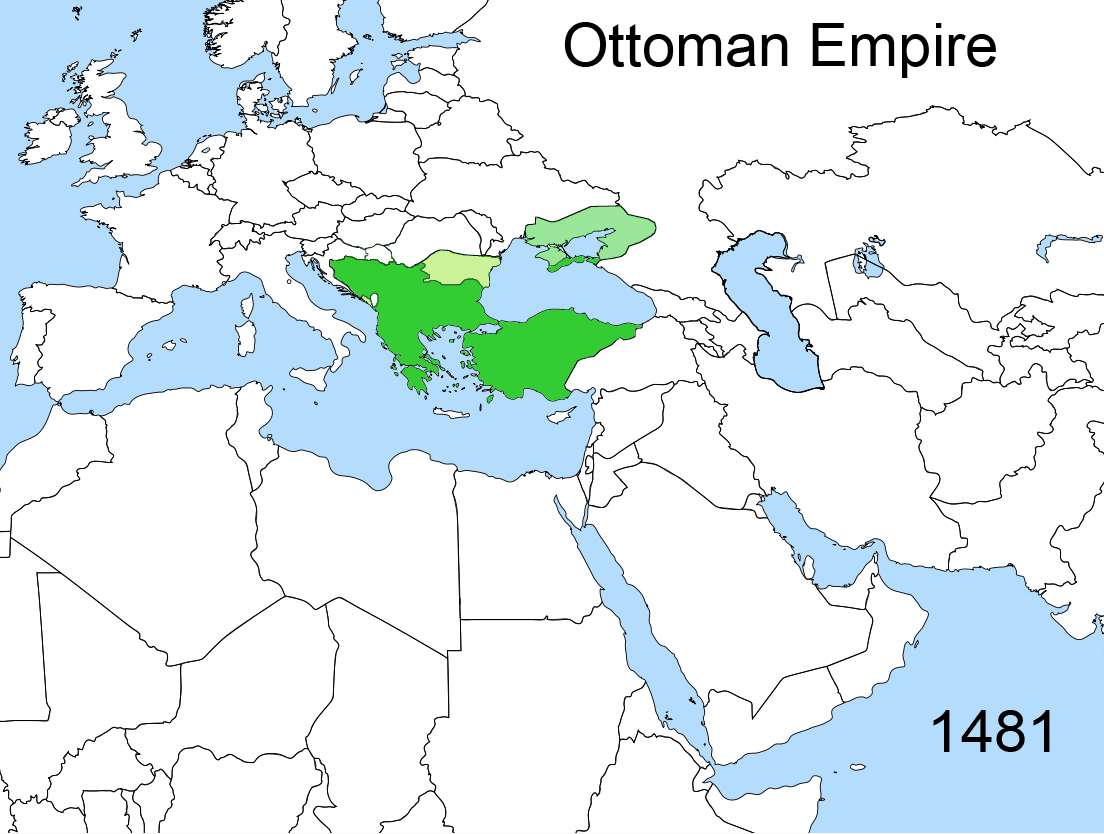
Mudanças territoriais do Império Otomano em 1481

Selim I foi sultão do Império Otomano entre 1512-1520. Selim levou ao império à liderança do ramo sunita do islã por sua conquista do Oriente Médio; expandiu o império à Síria, a Hejaz e ao Egito. Representa uma mudança brusca na política de expansão do império, que estava trabalhando principalmente contra o Ocidente e os beilhiques antes de seu reinado. Na véspera de sua morte, em 1520, o império otomano expandiu quase 1 bilhão de acres (triplicou durante reinado de Selim).

Mapa do Império Otomano em 1481

### 1520

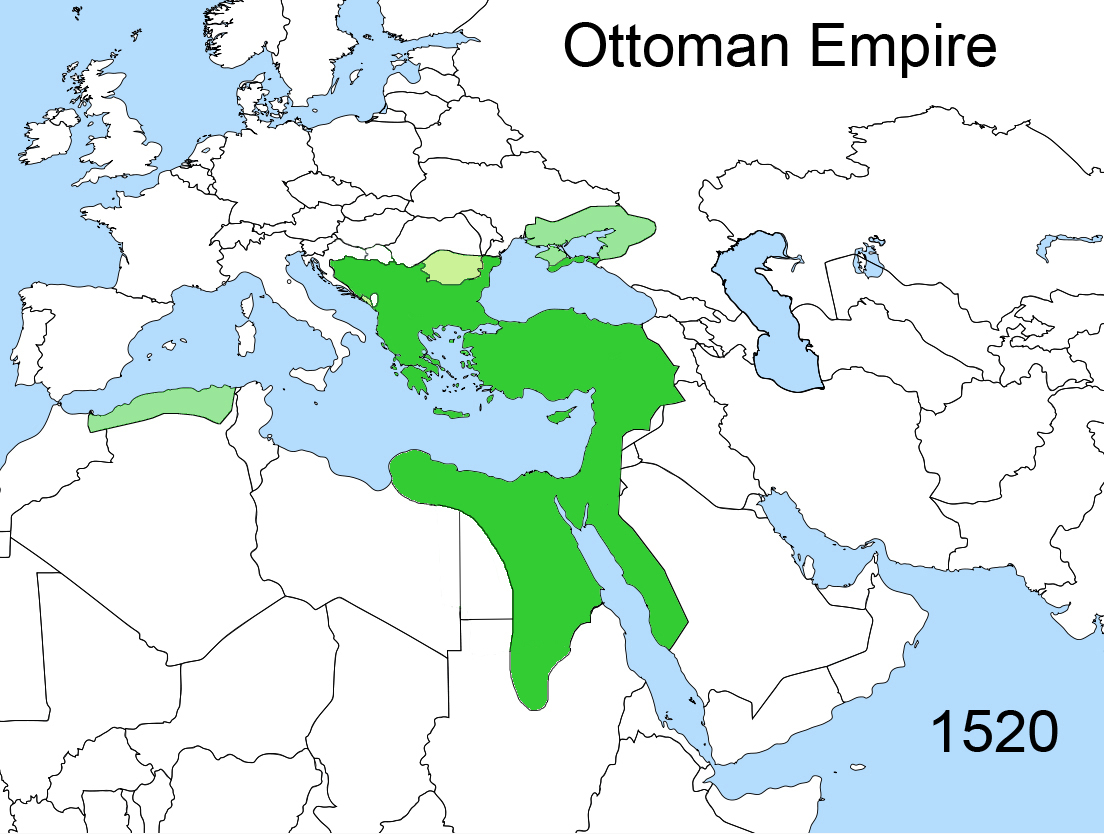
Mudanças territoriais do Império Otomano em 1520

Solimão, o Magnífico foi o décimo sultão do Império Otomano e o de mais longo reinado, que iniciou em 1520 até sua morte em 1566. Solimão tornou-se um monarca proeminente na Europa do século XVI, que preside o ápice do poder militar, político e econômico do Império Otomano. Liderou pessoalmente o exército otomano na conquista das fortalezas cristãs de Belgrado, Rodes e a maioria da Hungria, antes de suas conquistas serem restringidas no Cerco de Viena em 1529. Ele anexou a maioria do Oriente Médio em seu conflito com os persas e grandes porções da África do Norte a oeste até Argélia. Sob seu governo, a frota otomana dominava os mares do Mediterrâneo ao Mar Vermelho e o Golfo Pérsico.

### 1566

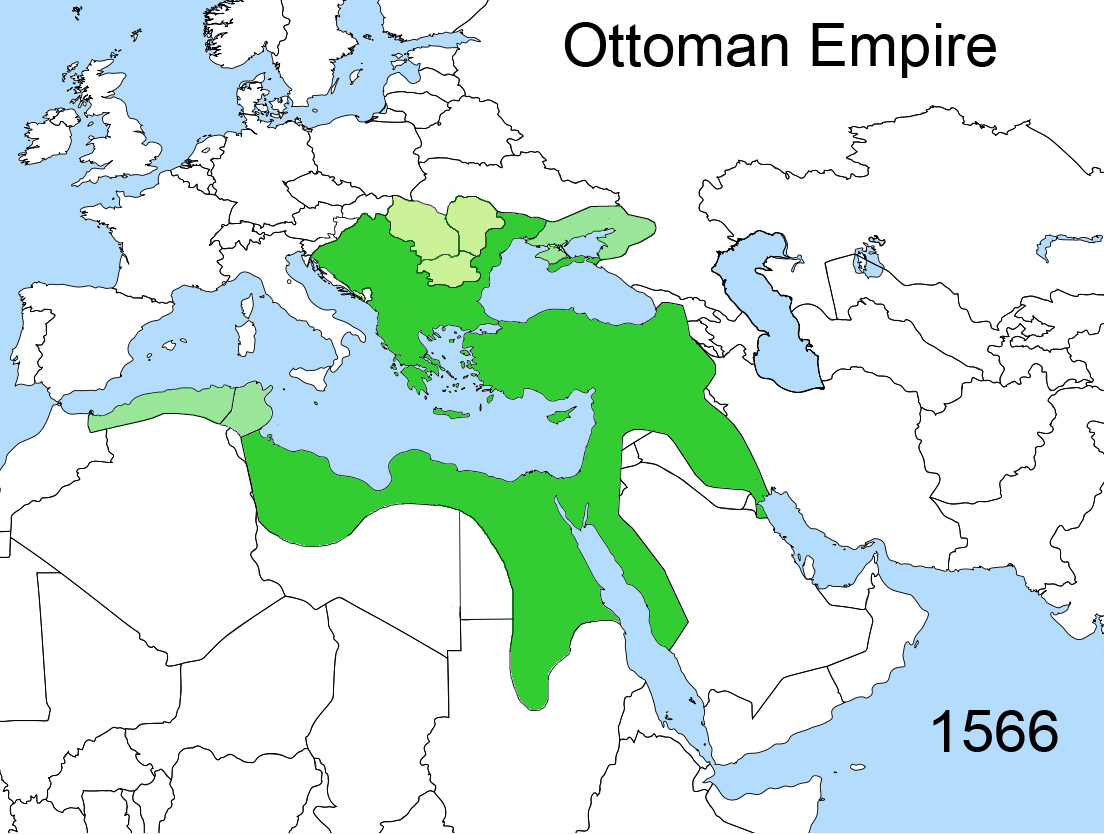
Mudanças territoriais do Império Otomano em 1566

### 1639

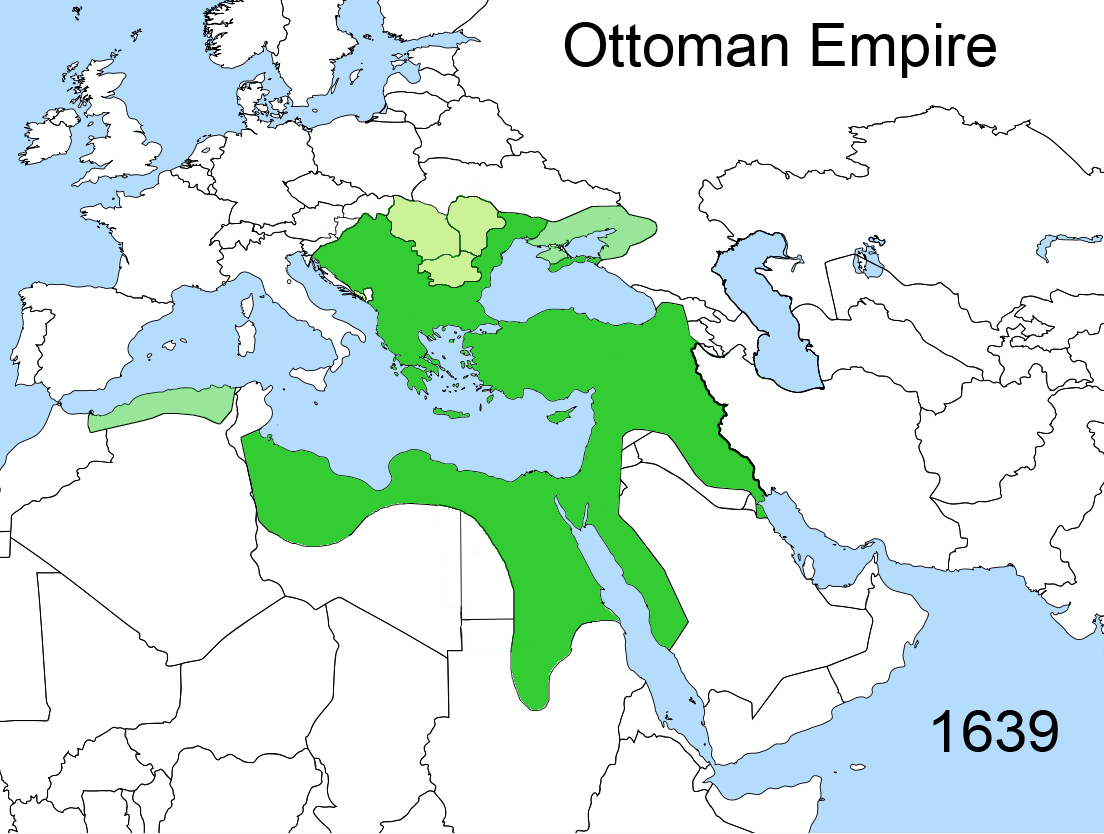
Mudanças territoriais do Império Otomano em 1639

Pelo Tratado de Zohab (ou Tratado de Qasr-e-Shirin), um acordo assinado entre a Pérsia Safávidas e o Império Otomano em 17 de maio de 1639, pôs fim à guerra que tinha começado em 1623 e seria o último conflito em quase 150 anos de guerras intermitentes entre os dois países sobre disputas territoriais. O tratado divide territórios no Oriente Médio através da concessão de Erevan no Cáucaso Sul para o Irã e toda a Mesopotâmia (incluindo Bagdá) para os otomanos.

### 1672

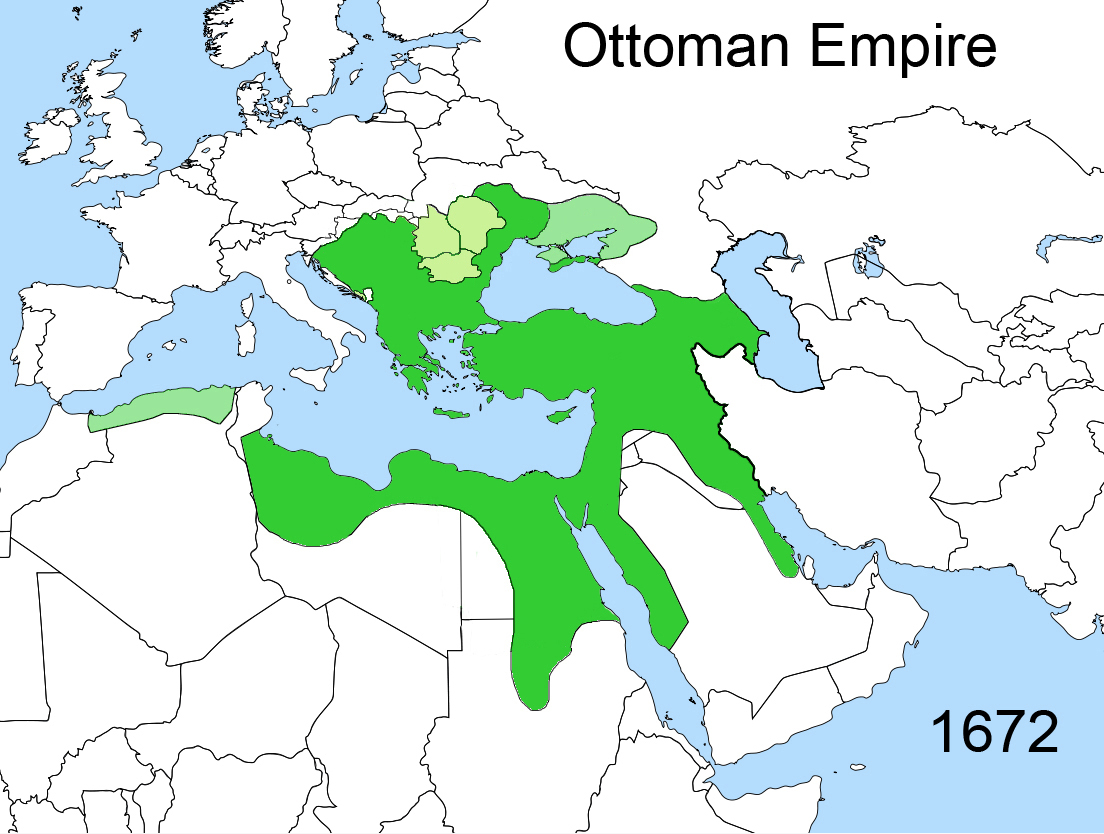
Mudanças territoriais do Império Otomano em 1672

Além de uma ocupação otomana (1672 - 1699), os poloneses retem Podolia até as partições do seu país em 1772 e 1793, quando a monarquia dos Habsburgos da Áustria e a Rússia imperial anexam as partes ocidental e oriental, respectivamente.

### 1683

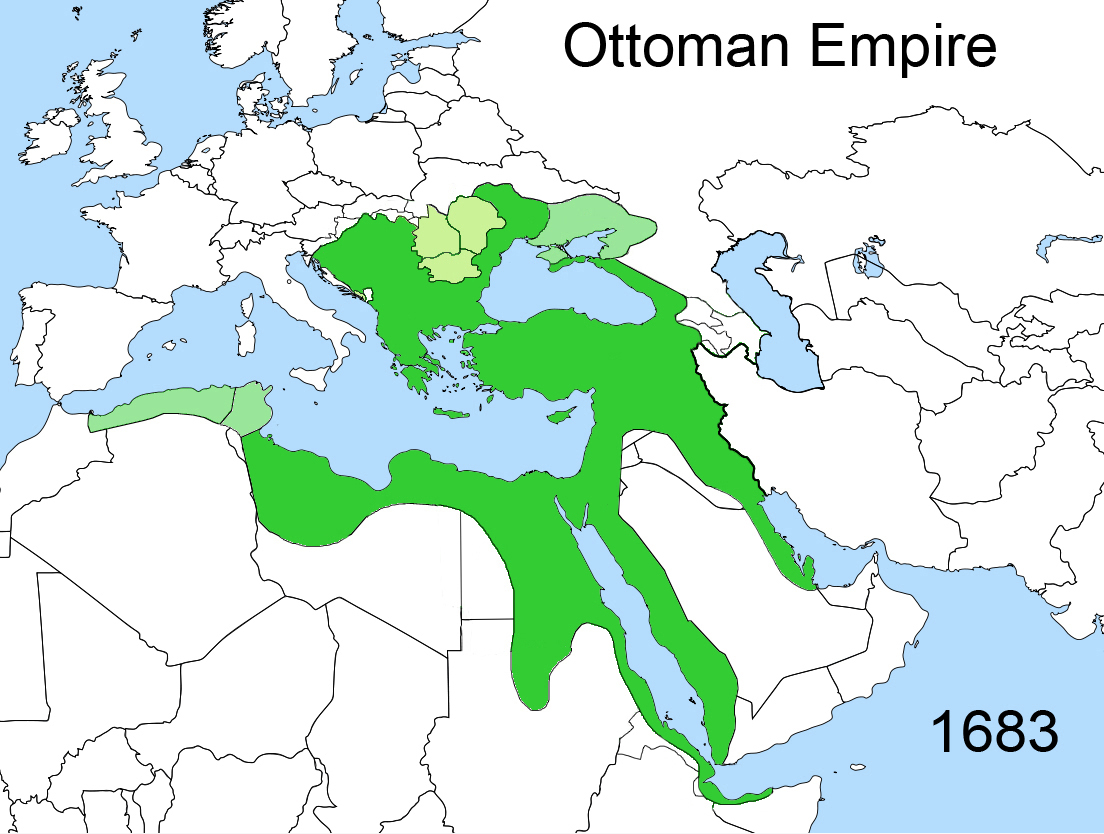
Mudanças territoriais do Império Otomano em 1683

Pelo Tratado de Bakhchisarai assinado em Bakhchisaray após a Guerra Russo-Turca (1676-1681) em 3 de janeiro de 1681 pela Rússia, o Império Otomano e o Canato da Crimeia, concorda-se com uma trégua de 20 anos e aceita-se o rio Dnieper como a linha de demarcação entre o Império Otomano e domínio de Moscou. Todos os lados concordaram em não intrvir no território entre os rios Buh do Sul e Dnieper. Após a assinatura do tratado, as hordas de Nogai Cã ainda mantinham o direito de viver como nômades nas estepes do sul da Ucrânia, enquanto os cossacos mantiveram o direito de pescar no Dniepre e seus afluentes no sul, para a obtenção de sal, e para navegar sobre o Dnieper e o Mar Negro. O sultão, em seguida, reconheceu a soberania de Moscóvia na região da margem esquerda da Ucrânia e do domínio dos cossacos de Zaporozhian, enquanto a parte sul da região de Kiev, a região de Bratslav e Podolia ficaram sob o controle Otomano.

### 1699
Pelo Tratado de Karlowitz assinado em 26 de janeiro de 1699 em Sremski Karlovci conclui a Guerra Austro-Otomana de 1683-1697 em que o lado otomano tinha sido finalmente derrotado na Batalha de Zenta.
Após um congresso de dois meses entre o Império Otomano, por um lado e a Liga Santa de 1684, uma coligação de várias potências europeias, incluindo a Monarquia de Habsburgo, a República das Duas Nações, a República de Veneza e Pedro I da Rússia(mais tarde conhecido como "o Grande") da Rússia Moscovita, em grande parte devido a reclamações de ser um defensor dos auto-proclamados eslavos cristãos, um tratado foi assinado em 26 de janeiro de 1699. Os otomanos cederam a maior parte da Hungria, a Transilvânia e a Eslavônia à Áustria, enquanto a Podolia retornou à Polônia. A maior parte da Dalmácia passou a Veneza, juntamente com a Moreia (a península do Peloponeso) e Creta, que os otomanos recuperaram no Tratado de Passarowitz de 1718.

### 1718
Pelo Tratado de Passarowitz ou Tratado de Požarevac, tratado de paz assinado em Požarevac em 21 de julho de 1718 entre o Império Otomano em um lado, e a Monarquia de Habsburgo da Áustria e a República de Veneza, por outro.
Durante os anos de 1714-1718, os otomanos tinham sido bem-sucedidos contra Veneza na Grécia e em Creta, mas tinham sido derrotados em Petrovaradin (1716) pelas tropas austríacas do Príncipe Eugênio de Savóia.
O tratado refletiu a situação militar. O Império Otomano perdeu o Banato de Temeswar, mais da metade do território da Sérvia (de Belgrado ao sul do Kruševac), uma pequena faixa norte da Bósnia e a Pequena Valáquia (Oltênia) para a Áustria. Veneza perdeu suas possessões na península do Peloponeso e a ilha de Creta, adquirida pelo Tratado de Karlowitz, mantendo apenas as Ilhas Jónicas, as cidades de Preveza e Arta e Dalmácia. O Norte da Bósnia, a Sérvia, incluindo Belgrado e a Pequena Valáquia foram recuperadas pelo Império Otomano em 1739 pelo Tratado de Belgrado.

### 1739
- Pelo Tratado de Belgrado, tratado de paz assinado em 18 de setembro de 1739 em Belgrado, Sérvia, pelo Império Otomano, de um lado e a Monarquia de Habsburgo, do outro. Isso acabou com as hostilidades da Guerra Austro-Turca de 1737-1739 de dois anos, em que os Habsburgos se juntaram a Rússia imperial, na sua luta contra os otomanos. Com o Tratado de Belgrado, os Habsburgos cederam Norte da Sérvia com Belgrado para os otomanos, e Oltenia, adquirida pelo Tratado de Passarowitz em 1718, a Valáquia (um assunto Otomano), e a definição da linha de demarcação para os rios Sava e Danúbio. A retirada dos Habsburgos forçaram a Rússia aceitar a paz na Guerra Russo-Turca de 1735-1739 com o Tratado de Níssa, pelo que foi autorizado a construção de um porto de Azov, ganhando uma posição sobre o Mar Negro.[10]
- Pelo Tratado de Niš, um tratado de paz assinado em 3 de outubro de 1739 em Níssa (Capadócia) pelo Império Otomano, de um lado e o Império Russo por outro. A Guerra Russo-Turca de 1735-1739 foi o resultado do esforço russo para ganhar Azov e Crimeia como um primeiro passo para dominar o Mar Negro. Em várias incursões de sucesso liderado pelo Marechal de Munique, os russos quebraram a resistência do Canato da Crimeia, atravessou o rio Dniester na Moldávia em 1739 e marcharam até a capital da Moldávia de Iaşi (Jassy), que capturaram. A Monarquia de Habsburgo entrou na guerra em 1737 ao lado da Rússia para obter a sua parte, mas foi forçada a fazer a paz com os otomanos em separado no Tratado de Belgrado, entrega o Norte da Sérvia, o norte da Bósnia e Oltenia, e permitindo que os otomanos de resistir à pressão russa em direção a Istambul. Em contrapartida, o sultão reconheceu o Imperador Habsburgo como o protetor oficial de todas os assuntos dos cristãos otomanos, uma posição também reivindicada pela Rússia. A retirada austríaca forçou a Rússia a aceitar a paz em Niš, desistindo de suas pretensões para a Crimeia e Moldavia, sendo permitida a construção de um porto em Azov, mas não para construir fortificações ou ter nenhuma frota no Mar Negro.

### 1774
O Tratado de Küçük-Kainarji (também escrito Küçük Kaynarca) foi assinado em 21 de julho de 1774 em Küçük Kaynarca, Dobruja (atual Kaynardzha, Bulgária), entre o Império Russo (representado pelo Marechal de Campo Rumyantsev) e o Império Otomano após a derrota otomana na Guerra Russo-Turca de 1768-1774.
O tratado foi, de longe, o golpe mais humilhante para o domínio otomano outrora poderoso. Os otomanos cederam a parte da região de Yedisan entre os rios Dniepre e Bug do Sul para a Rússia. Este território incluía a porta do Kherson e deu ao Império Russo seu primeiro acesso direto ao Mar Negro. O tratado também deu à Rússia os portos da Crimeia de Kerch e Enikale e Cabárdia e a região do Cáucaso.
Os otomanos também perderam o Canato da Crimeia, em que foram obrigados a conceder a independência. O Canato, embora nominalmente independente, foi dependente da Rússia e seria formalmente anexado ao Império Russo em 1783. O tratado também concedeu a Rússia vários itens não-geográficos. Eliminou as restrições sobre o acesso da Rússia ao Mar de Azov (o Tratado de Belgrado de 1739 tinha dado a Rússia o território adjacente ao Mar de Azov, mas havia proibido de fortalecer a área ou usar o mar para o transporte).

### 1783
Pelo Tratado de Georgievsk, um tratado bilateral celebrado entre o Império Russo e o Reino de Cártlia-Caquécia em 24 de julho de 1783, estabeleceu-se a Geórgia como um protetorado da Rússia, que garantiu a integridade territorial da Geórgia e a continuação da sua dinastia Bagrationi reinante em troca de prerrogativas na condução dos Negócios Estrangeiros da Geórgia. A Geórgia abjurou qualquer forma de dependência a Pérsia ou outra potência, e a cada novo monarca da Geórgia exigiria a confirmação e investidura do czar russo.

### 1792
O Tratado de Jassy, assinado em Jassy (Iaşi) na Moldávia (atualmente na Roménia), foi um pacto entre a Rússia e o Império Otomano que acabou com a Guerra Russo-Turca de 1787-1792, confirmando o domínio crescente da Rússia no Mar Negro. O tratado foi assinado em 9 de janeiro de 1792 pelo Grão-vizir, Yusuf Paxá e o príncipe Bezborodko (que sucedeu o Príncipe Potemkin como o chefe da delegação russa quando Potemkin  morreu). O Tratado reconhece a anexação da Rússia de 1783 do Canato da Crimeia e Yedisan transferido para a Rússia fazendo do Dniester fronteira russo-turca na Europa, deixando a fronteira asiática (Rio Kuban) para o leste.

### 1798
Liderados por Napoleão Bonaparte em 1798, a França invadiu o Egito, mas foram obrigados a abandonar em 1800. Teve um grande impacto social no país e sua cultura.

### 1801
Os turcos lutam para manter para o Egito, e contra a guerra civil entre os albaneses, mamelucos e turcos.

### 1812

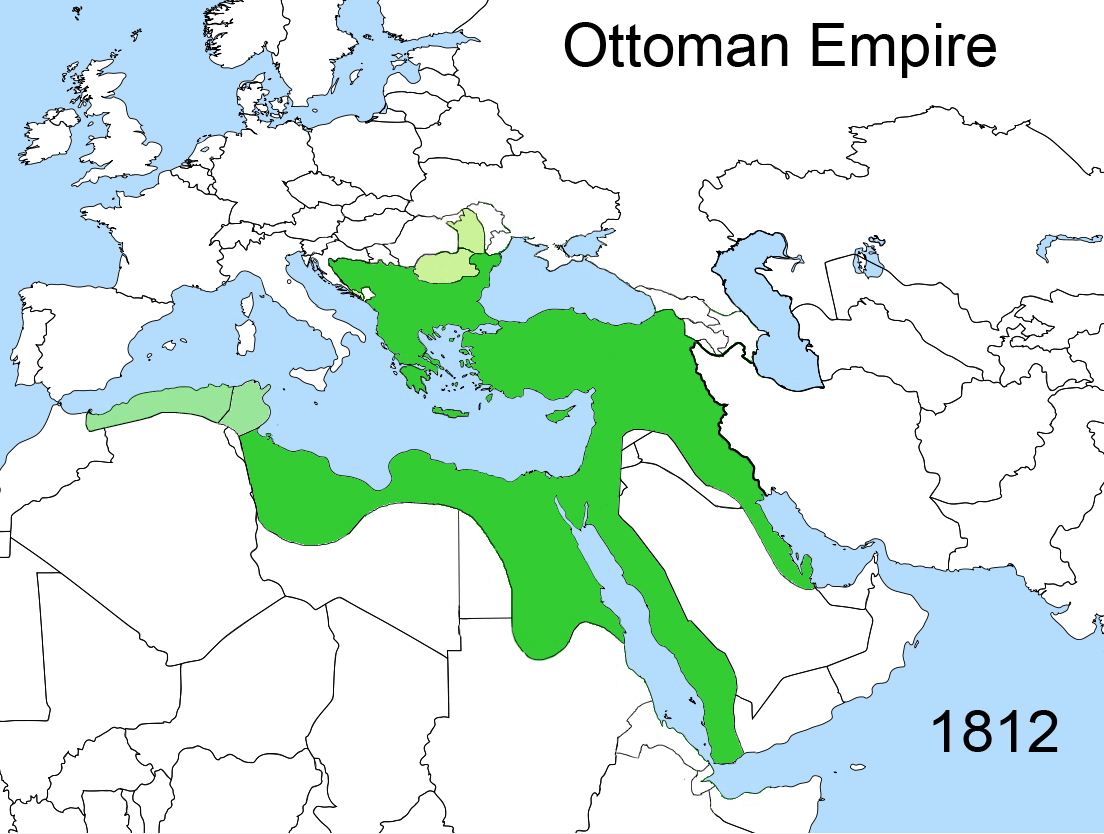
Mudanças territoriais do Império Otomano em 1812

Pelo Tratado de Bucareste, entre o Império Otomano e o Império Russo, assinado em 28 de maio de 1812, em Bucareste, no final da Guerra Russo-Turca de 1806-1812. Sob seus termos, o rio Prut tornou-se fronteira entre os dois impérios, deixando a Bessarábia sob o domínio russo. Além disso, a Rússia obteve os direitos de negociação sobre o Danúbio. Uma trégua foi assinada com os sérvios que se rebelaram e uma autonomia dada à Sérvia. O tratado, assinado pelo comandante russo Mikhail Kutuzov, foi ratificado por Alexandre I da Rússia apenas um dia antes de Napoleão lançar sua invasão a Rússia

### 1817
A Segunda Revolta Sérvia (1815-1817) foi a segunda fase da revolução sérvia contra o Império Otomano, que eclodiu logo após a reanexação do país ao Império Otomano, em 1813. A ocupação foi imposta após a derrota da Primeira Revolta Sérvia (1804-1813), durante o qual a Sérvia existiu como um estado independente de facto por mais de uma década. A segunda revolução culminou na independência da Sérvia semi-independente do Império Otomano. O Principado da Sérvia foi estabelecido, regido pelo seu próprio Parlamento, a Constituição e a sua própria dinastia real. A Independência de jure seguiu durante a segunda metade do século XIX.

### 1829

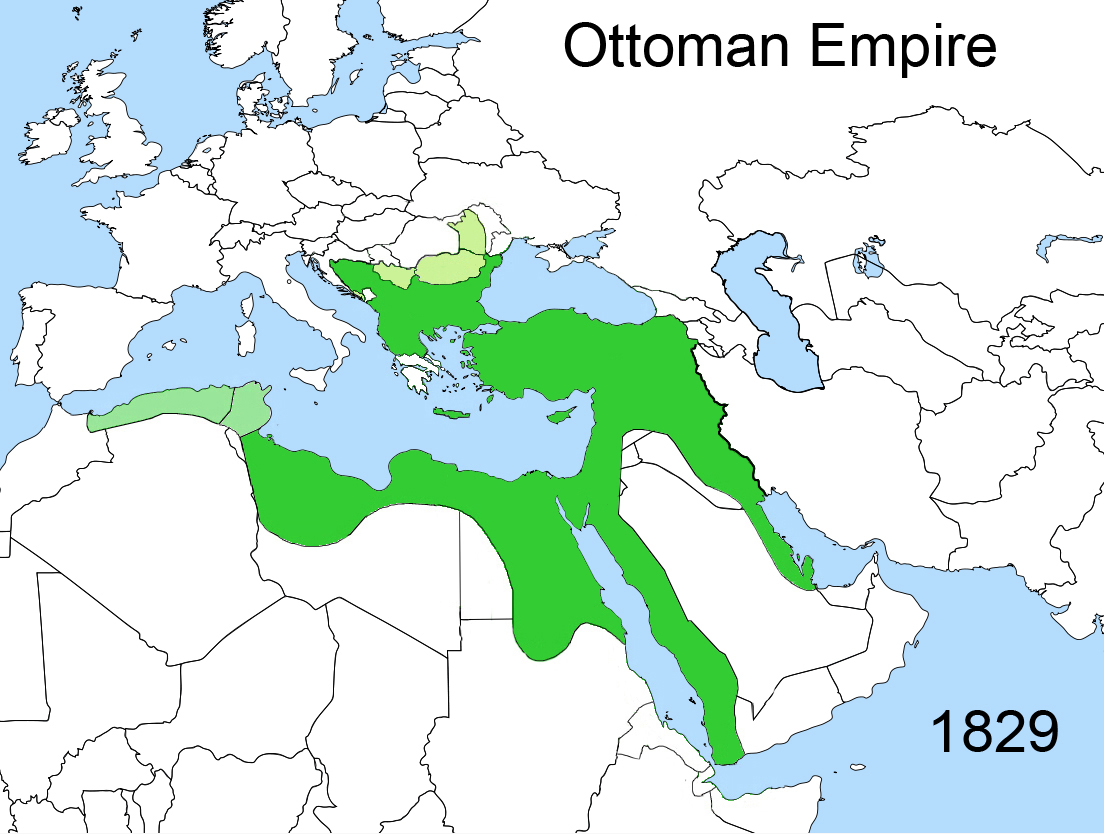
Mudanças territoriais do Império Otomano em 1829

- Os gregos finalmente ganharam a independência em 1829, quando o recém-formado estado grego foi criado e reconhecido internacionalmente no âmbito do Protocolo de Londres.
- O Tratado de Adrianópolis de 1829, sem virar a suserania otomana, coloca a Valáquia e Moldávia, sob o regime militar russo, atribuindo-lhes as primeiras instituições comuns e uma aparência de uma Constituição. O Tratado de Adrianópolis também deu a maior parte da  costa oriental do Mar Negro e o conjunto do delta ou da boca do rio Danúbio a Rússia. A Turquia reconhece a soberania russa sobre a Geórgia e partes da atual Armênia .

### 1830

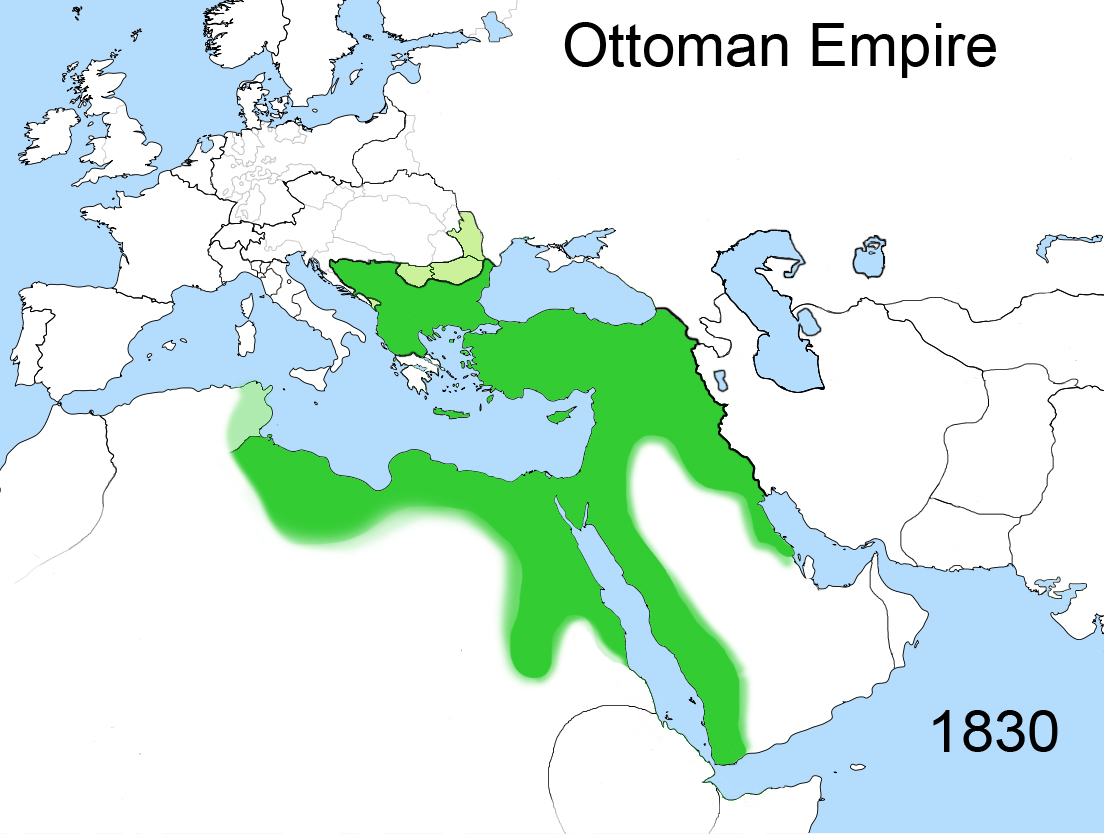
Mudanças territoriais do Império Otomano em 1830

### 1856
A Guerra da Crimeia (1853-1856) foi travada entre a Rússia Imperial, por um lado e uma aliança da França, o Reino Unido, o Reino da Sardenha e o Império Otomano de outro. A maioria dos conflitos aconteceram na península da Crimeia, com ações adicionais que ocorrem no oeste da Turquia, e a região do Mar Báltico.

### 1859
Os eleitores de ambos, a Moldávia e a Valáquia, escolhem em 1859 a mesma pessoa - Alexandre João Cuza. Seguiu-se a união de ambos os estados.

### 1862

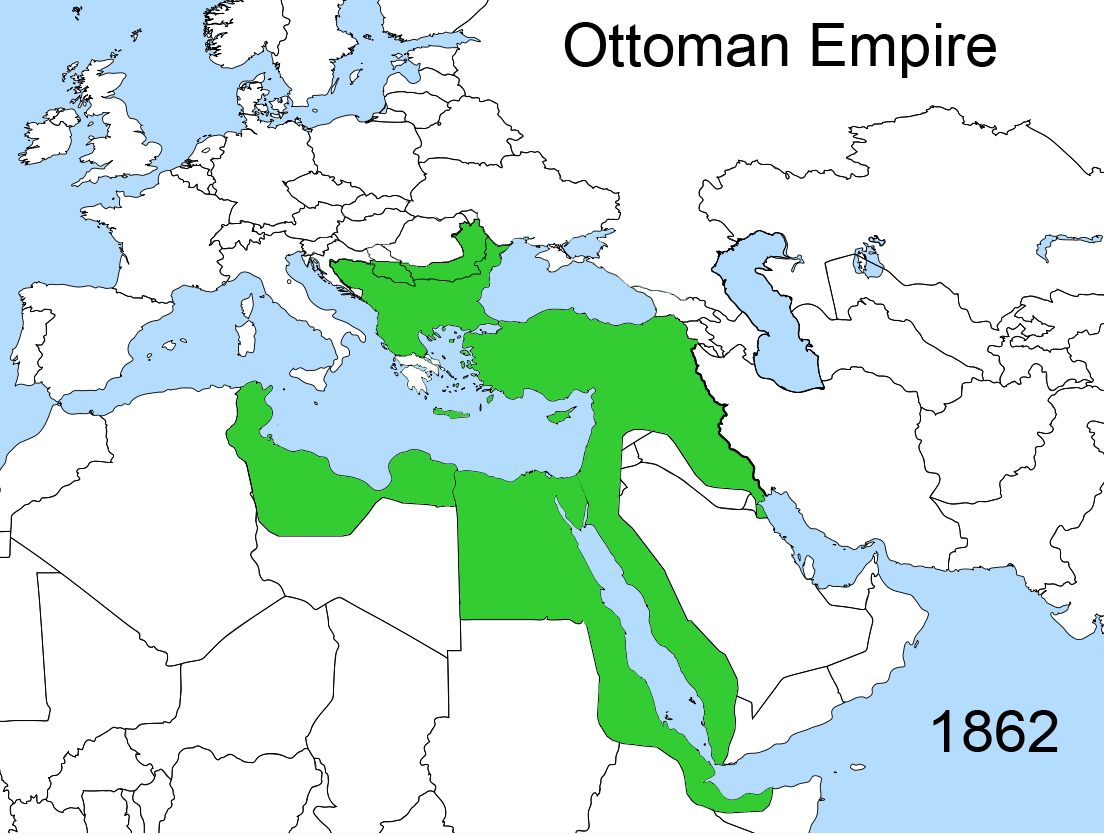
Mudanças territoriais do Império Otomano em 1862

Em 5 de fevereiro de 1862, os dois principados da Moldávia e da Valáquia foram formalmente unidos para formar a Roménia, com Bucareste como sua capital.

### 1878

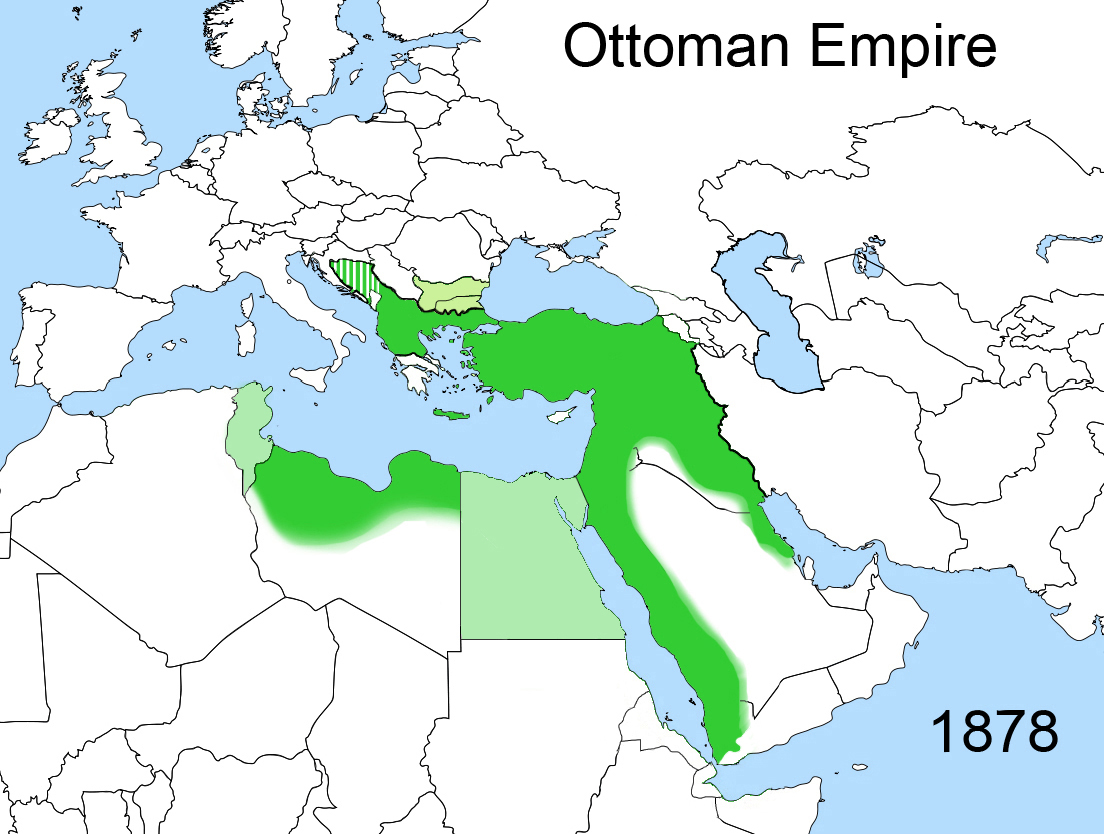
Mudanças territoriais do Império Otomano em 1878

Com o fim da Guerra Russo-Turca de 1877-1878, o Tratado de Berlim foi o ato final do Congresso de Berlim (13 de junho - 13 de julho de 1878), pelo qual o Reino Unido, a Áustria-Hungria, a França, a Alemanha, a Itália, a Rússia e o Império Otomano sob o sultão Abdulamide II reviram o Tratado de San Stefano, assinado em 3 de março do mesmo ano.
O Tratado reconhece a completa independência dos Principados Unidos, Sérvia e Montenegro e a autonomia da Bulgária, embora este último permaneceu sob soberania formal otomana e foi dividido entre o Principado da Bulgária e a província autónoma da Rumélia Oriental. As grandes potências ocidentais imediatamente rejeitaram o Tratado de San Stefano: temiam que um grande país eslavo nos Balcãs servisse aos interesses da Rússia. A maioria da Trácia foi incluída na Região Autónoma da Rumélia Oriental, enquanto o resto da Trácia e toda a macedônia foi devolvida sob a soberania dos Otomanos.

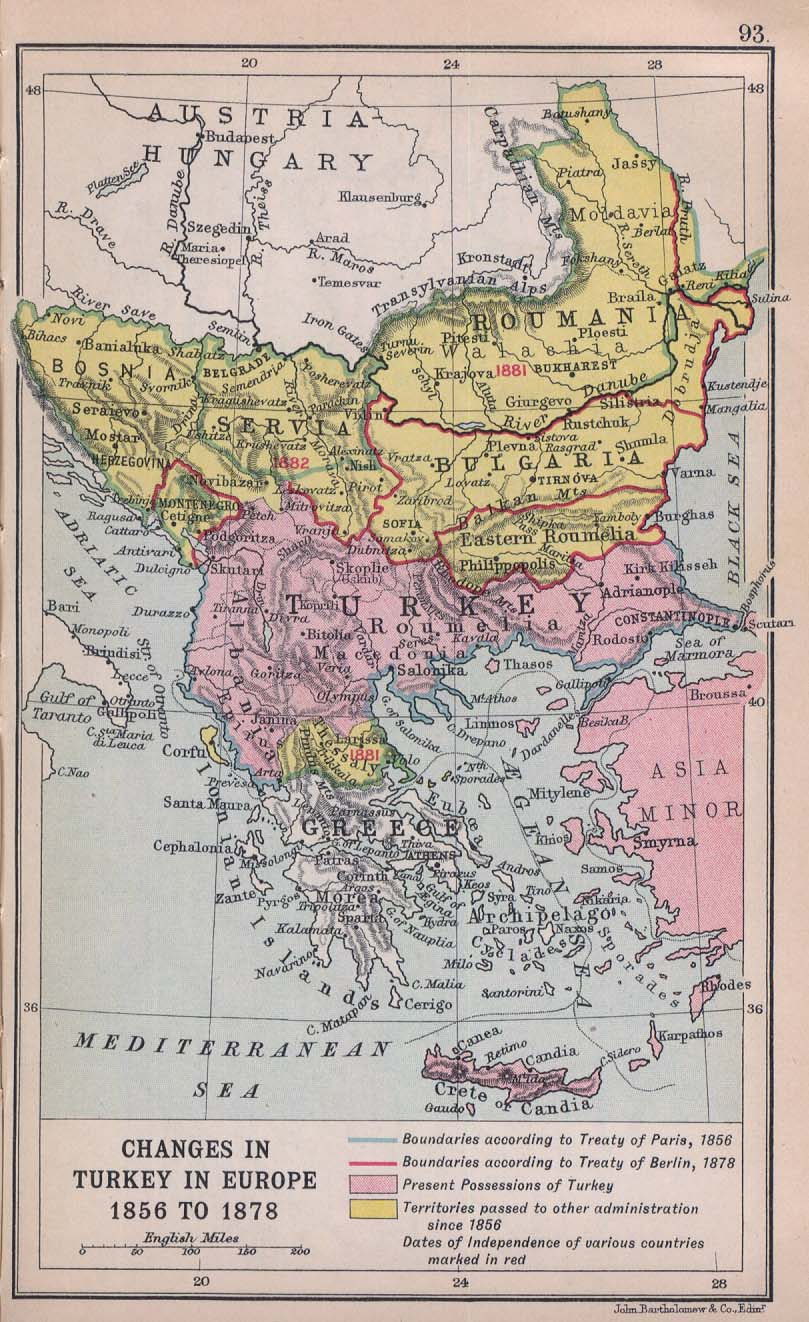
Após o Tratado de Berlim em 1878.

### 1881

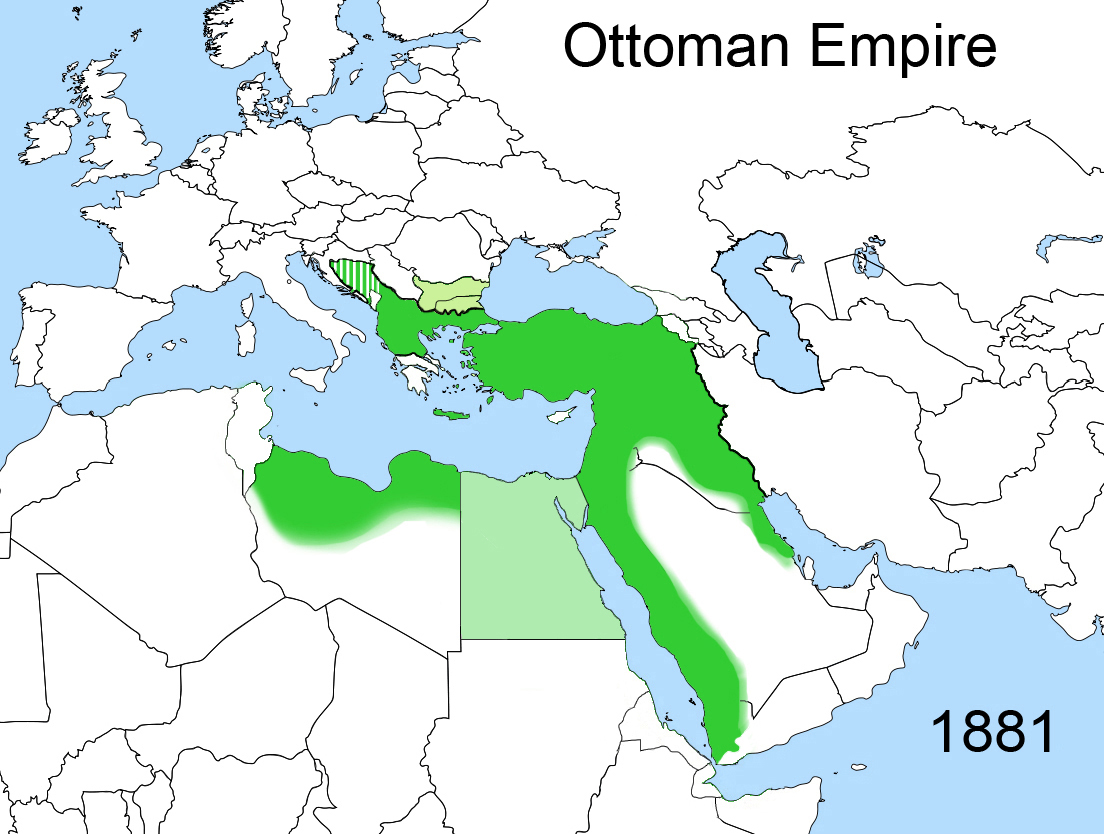
Mudanças territoriais do Império Otomano em 1881

- Na primavera de 1881, o exército francês ocupou a Tunísia, alegando que as tropas tunisinas tinham atravessado a fronteira com a Argélia, colônia principal da França na África do Norte. A Itália, também interessada na Tunísia, protestou, mas não correu o risco de uma guerra com a França. Em 12 de maio daquele ano, a Tunísia foi feita oficialmente protetorado francês, com a assinatura do Tratado de Bardo por Muhammad III as-Sadiq.
- Em 1881, o Império Otomano cedeu a maior parte da Tessália a Grécia

### 1882

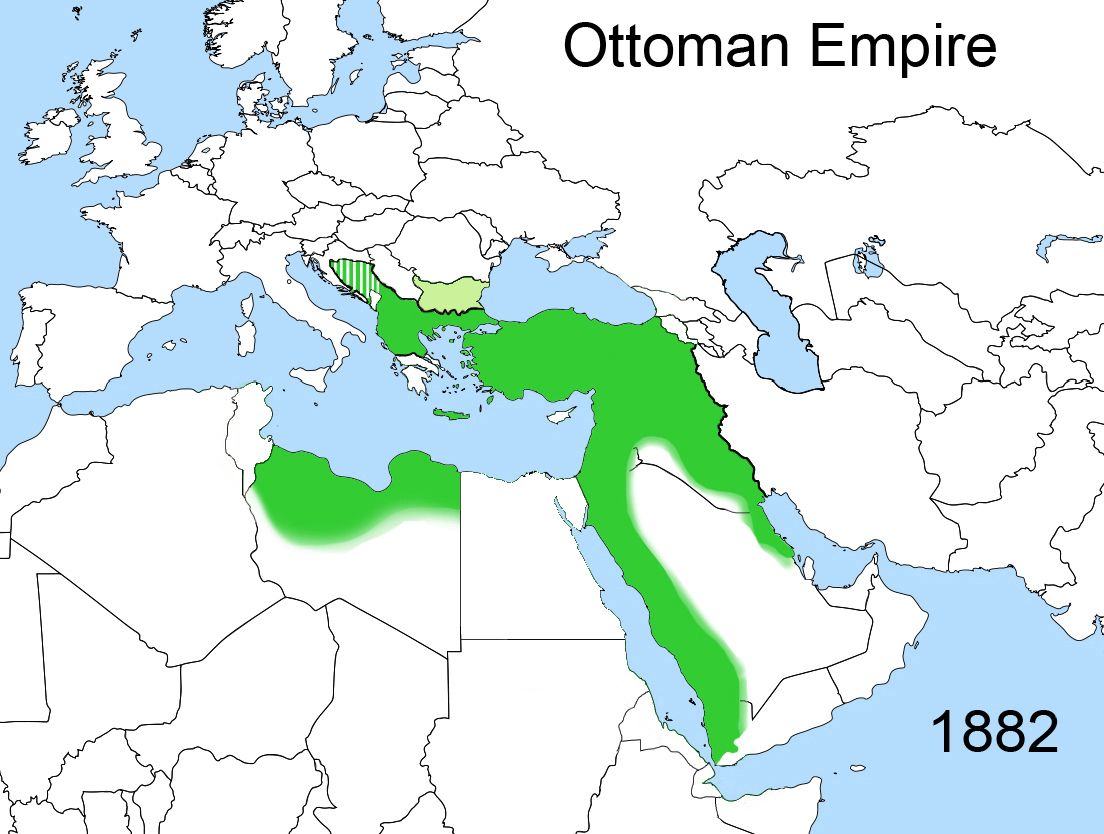
Mudanças territoriais do Império Otomano em 1882

Com o Egito em direção à falência, o Reino Unido assumiu o controle do governo egípcio em 1882 para proteger os seus interesses financeiros, em especial os do Canal de Suez. Logo após a sua intervenção política, o Reino Unido enviou tropas para Alexandria e a Zona do Canal, aproveitando a fraqueza militar do Egito. Com a derrota do exército egípcio na Batalha de Tel el-Kebir, as tropas britânicas chegaram a Cairo, eliminaram o governo nacionalista e dissolveram o exército egípcio. Tecnicamente, o Egito permaneceu como uma província otomana até 1914, quando a Inglaterra declarou formalmente um protetorado sobre o Egito e depôs o último quediva do Egito, Abaz II. Seu tio, Huceine Camil, foi apontado como o sultão em seu lugar. Mas, na realidade, o Egito foi perdido dos turcos.

### 1912

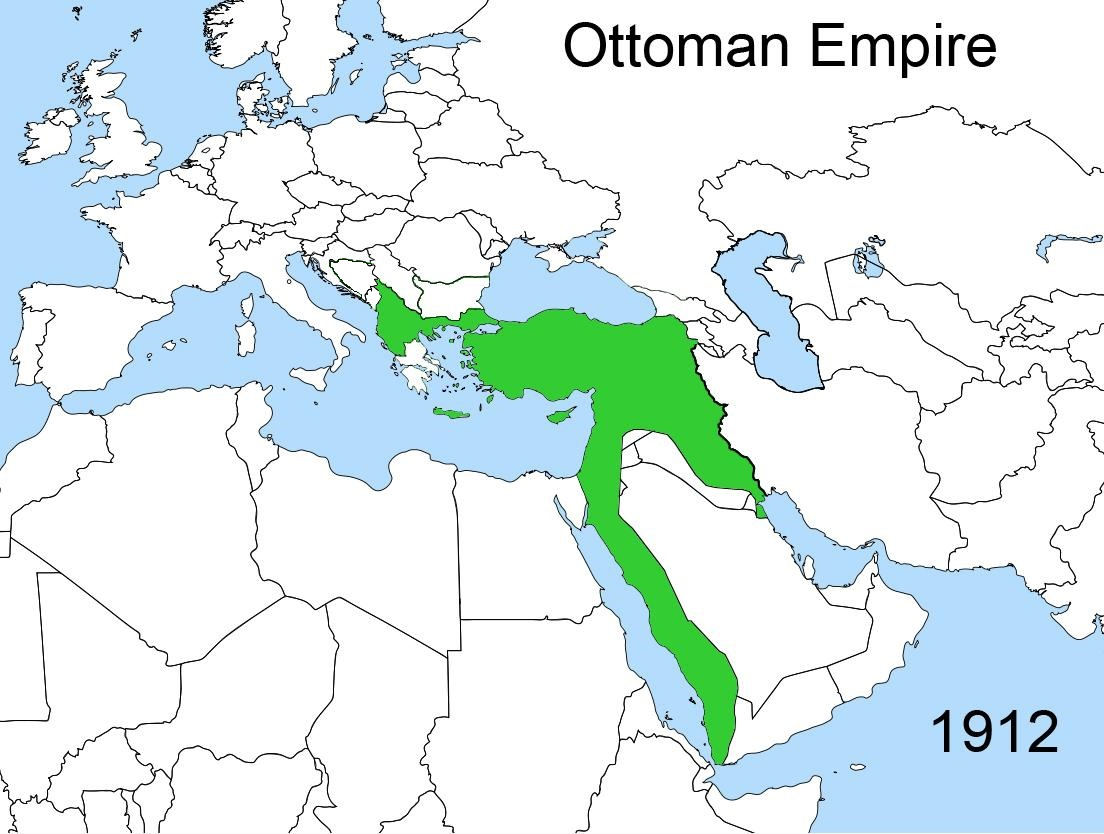
Mudanças territoriais do Império Otomano em 1912

A Guerra Ítalo-Turca ou Guerra Turco-Italiana (também conhecido na Itália como Guerra da Líbia) foi travada entre o Império Otomano e na Itália de 29 de setembro de 1911 a 18 de outubro de 1912. A Itália aproveitou as províncias otomanas da Tripolitânia e Cirenaica, e formou com eles a Líbia Italiana, assim como a Ilha de Rodes e o arquipélago de língua grega do Dodecaneso perto de Anatólia.

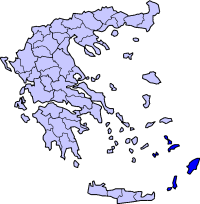
Rodes e Dodecaneso, ilhas que foram apreendidas pela Itália em 1912

### 1913

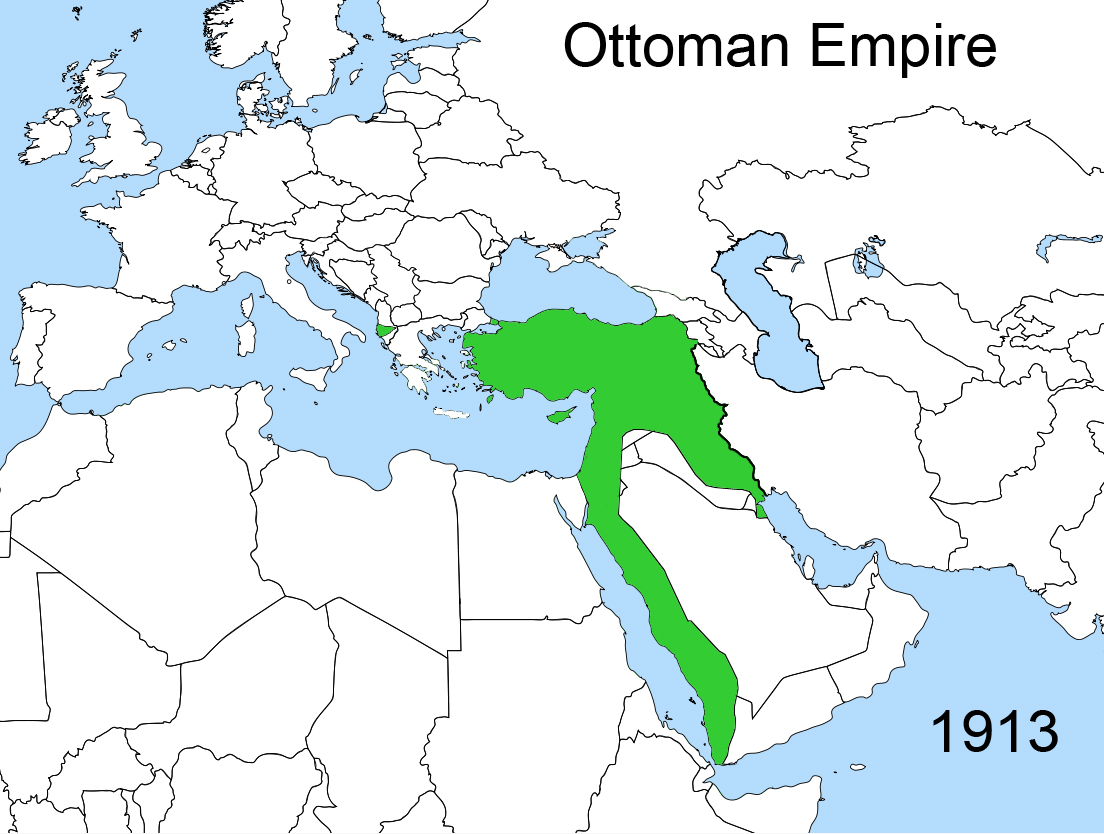
Mudanças territoriais do Império Otomano após a Primeira Guerra Balcânica

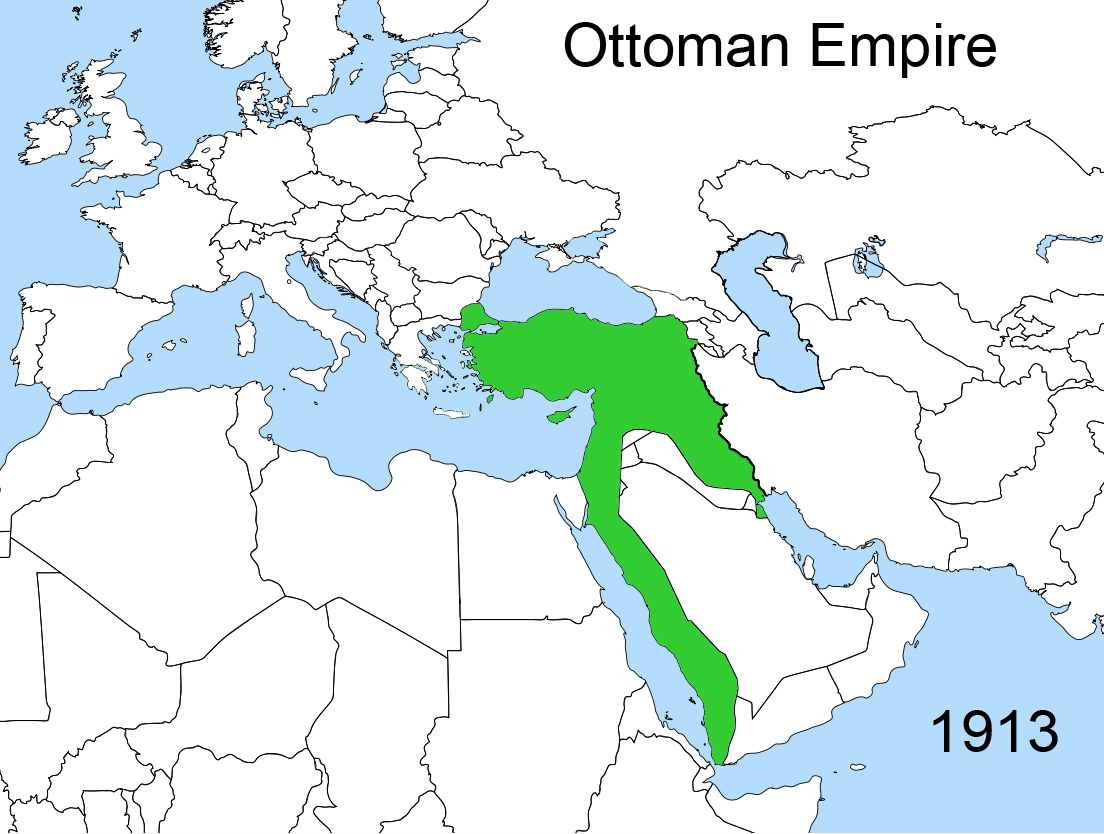
Mudanças territoriais do Império Otomano após a Segunda Guerra Balcânica (1913)

As Guerras dos Balcãs foram duas guerras no Sudeste da Europa entre 1912-1913, no decurso da qual a Liga Balcânica (Bulgária, Montenegro, Grécia e Sérvia), primeiramente conquistou territórios otomanos - a Macedónia, a Albânia e a maior parte da Trácia, e, em seguida, caíram sobre a divisão dos despojos.
Após a Segunda Guerra Balcânica, os otomanos foram retirados da Albânia e houve a possibilidade de alguns dos territórios serem absorvidos pela Sérvia e o extremo sul da Grécia. Esta decisão irritou os italianos, que não queriam que a Sérvia estendesse ao litoral, e também irritou os austro-húngaros, que não queriam uma Sérvia poderosa em sua fronteira sul. Apesar da Sérvia, Montenegro e Grécia ocuparem as forças na area e sob imensa pressão da Áustria-Hungria, foi decidido que o país não deveria ser dividido, mas em vez consolidado no Principado da Albânia. No rescaldo das guerras nos Balcãs, Creta se juntou a Grécia em 1 de dezembro de 1913.

### 1920

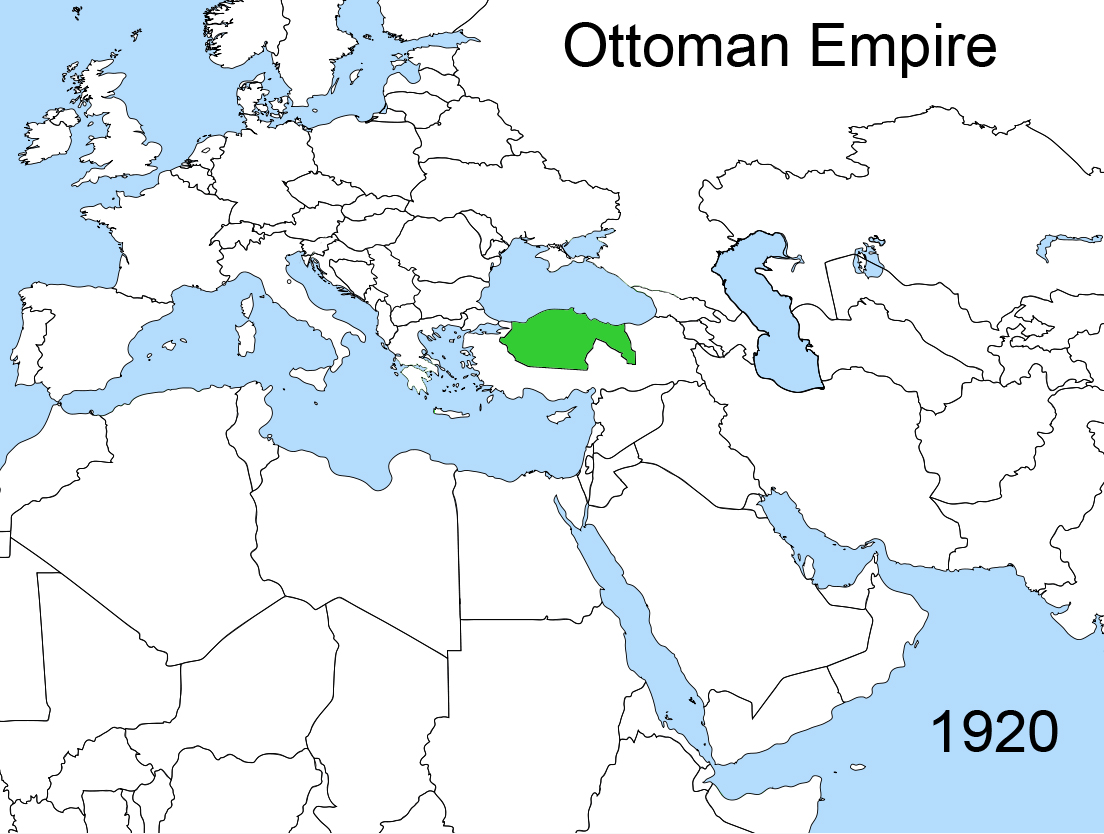
Mudanças territoriais do Império Otomano em 1920

O Tratado de Sèvres (10 de agosto de 1920) foi um tratado de paz entre o Império Otomano e os Aliados no final da Primeira Guerra Mundial. O Tratado de Versalhes assinado com a Alemanha antes deste tratado para anular as concessões alemãs, incluindo os direitos económicos e empresas. Além disso, França, Grã-Bretanha e Itália assinaram em segredo um "acordo tripartido", na mesma data. O Acordo Tripartite confirmou a Grã-Bretanha concessões comerciais e petrolíferas e transformou as ex-empresas alemãs no Império Otomano em uma corporação Tripartite. As negociações abertas abrangeu um período de mais de quinze meses, com início na Conferência de Paz de Paris. As negociações continuaram na Conferência de Londres, e tomou forma definitiva apenas após a reunião da estreia na Conferência de San Remo, em Abril de 1920. França, Itália e Grã-Bretanha, porém, tinham começado secretamente a partilha do Império Otomano, tão cedo quanto 1915. O atraso foi devido ao fato de que as potências não conseguiram chegar a um acordo que, por sua vez, dependia do resultado do Movimento Nacional Turco. O Tratado de Sèvres foi anulado no decurso da Guerra de Independência Turca e as partes assinaram e ratificaram o Tratado de Lausanne em 1923.

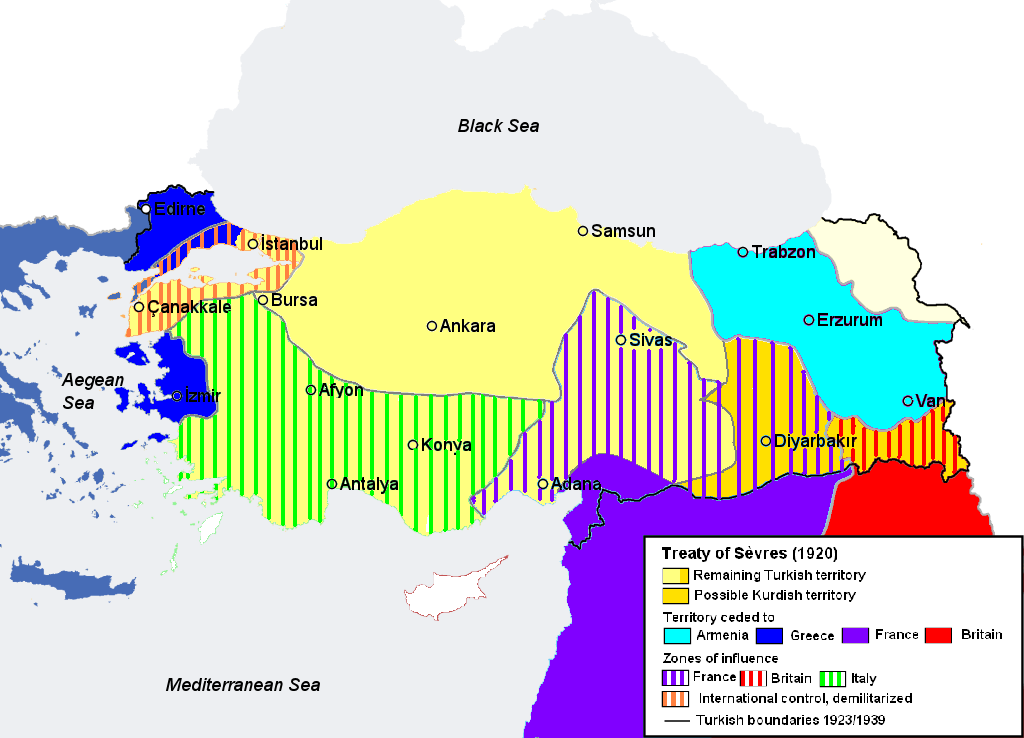
Tratado de Sèvres

### 1923

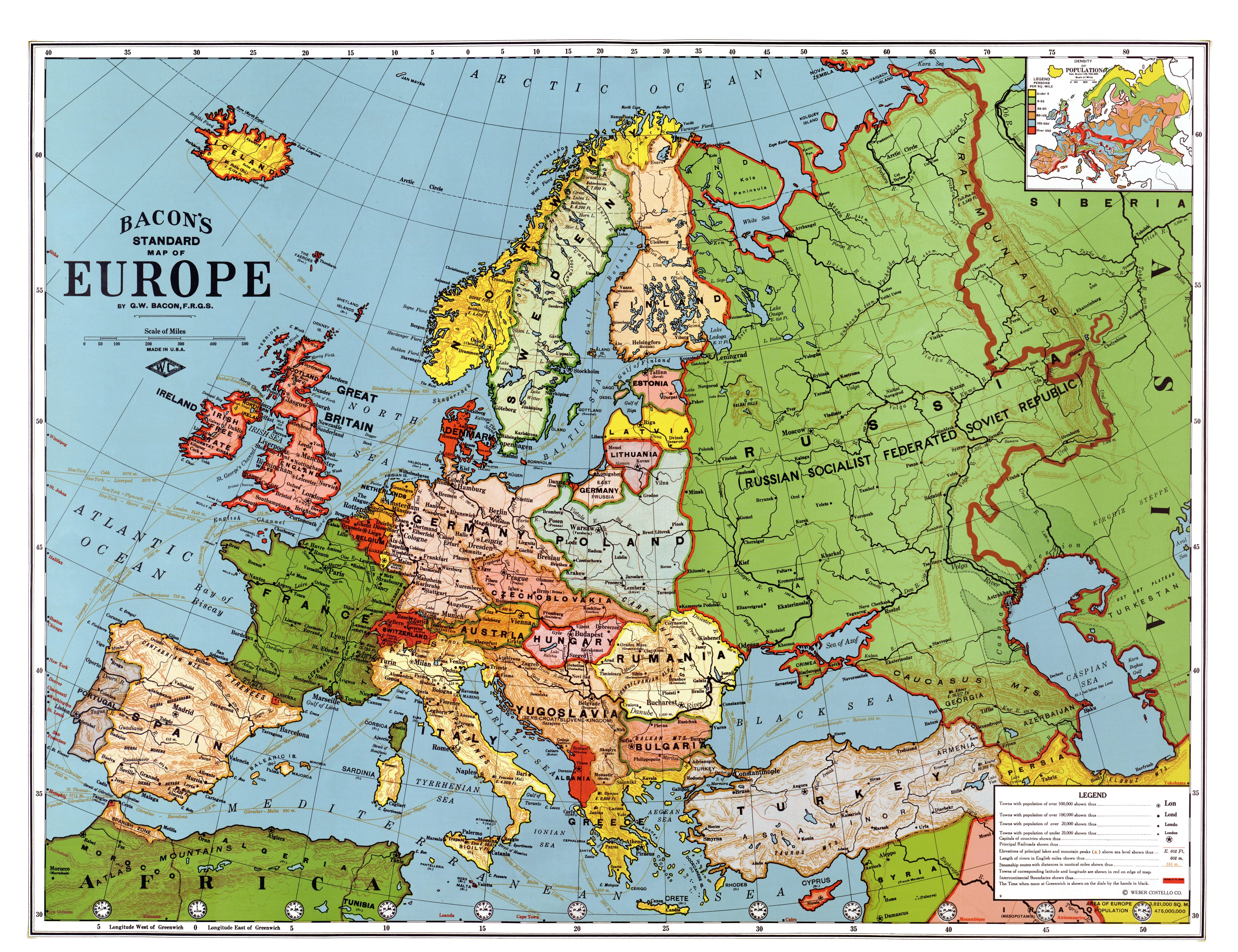
A República da Turquia em um mapa da Europa em 1923. Após os anos, em 1939, a Turquia anexou o Estado de Hatay.

O Tratado de Lausanne (24 de julho de 1923) foi um tratado de paz assinado em Lausanne, na Suíça, que se estabeleceram as partes do leste da Anatólia e da Trácia da partição do Império Otomano pela anulação do Tratado de Sèvres (1920), que foi assinado pelo governo otomano com sede em Istambul, como consequência da Guerra de Independência Turca entre os Aliados da Primeira Guerra Mundial e Ancara - baseado na Grande Assembleia Nacional da Turquia (movimento nacional turco), liderada por Mustafa Kemal Atatürk. O tratado também levou ao reconhecimento internacional da soberania da nova República da Turquia como o estado sucessor do extinto Império Otomano .

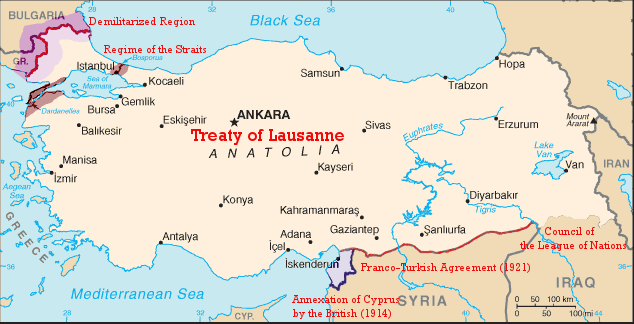
Tratado de Lausanne